# ۱۷۱۱ (میلادی)
۱۷۱۱ هزار و هفتصد و یازدهمین سال تقویم میلادی است.

## مناسبت‌ها
- ۱ مارس – مجلهٔ اسپکتیتر توسط جوزف ادیسون و ریچارد استیل در لندن تأسیس شد.[۱]

## زادگان
- دیوید هیوم ۲۶ آوریل
- ۲ فوریه – ونتسل آنتون، سیاست‌مدار اتریشی (مرگ در ۱۷۹۴)
- ۲۲ سپتامبر – توماس رایت، ستاره‌شناس بریتانیایی (مرگ در ۱۷۸۶)
- ۱۹ نوامبر – میخاییل لومونسف، زمین‌شناس، زبان‌شناس، شیمی‌دان، نویسنده، شاعر، ستاره‌شناس، فیلسوف، تاریخ‌نگار، هنرمند، فیزیک‌دان، دانشمند، و مخترع روس (مرگ در ۱۷۶۵)

## درگذشتگان
- ۱۳ مارس – نیکولا بوالو، شاعر و نویسنده فرانسوی (ز. ۱۶۳۶)
- ۱۷ آوریل – یوزف یکم، امپراتور مقدس روم، آهنگساز اهل مجارستان (ز. ۱۶۷۸)